# Großlangheim

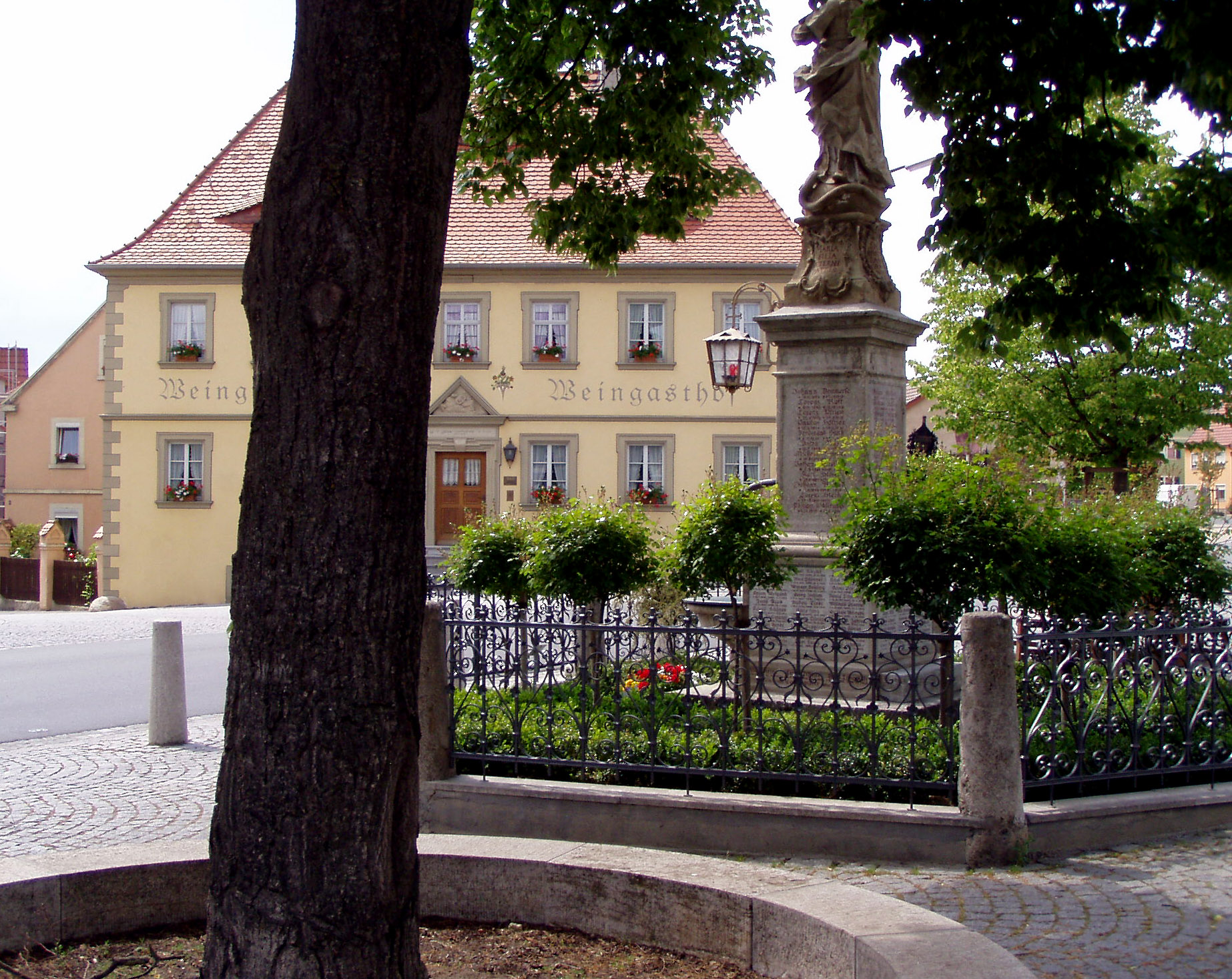
Großlangheim

Großlangheim este o comună-târg din districtul Kitzingen, regiunea administrativă Franconia Inferioară, landul Bavaria, Germania.

## Obiective turistice
- Sculpturile în lemn ale maestrului Tilman Riemenschneider din Capela Anton (St.-Antonius-Kapelle).

## Galerie de imagini

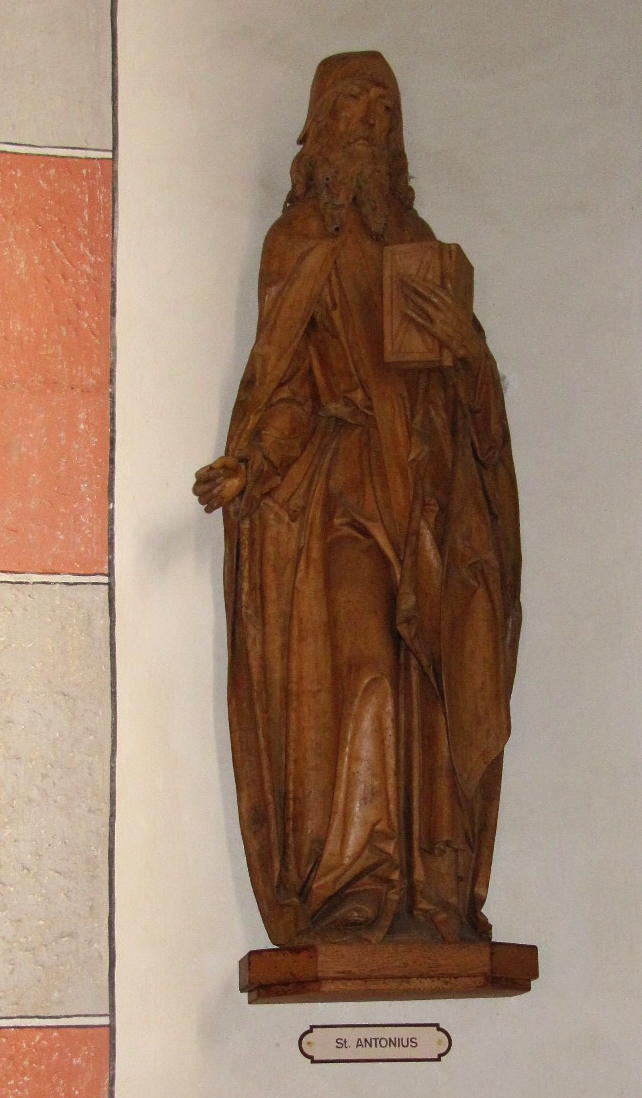
Statuia sculptată în lemn de tei a Sf.Anton din Capela Anton (St.-Antonius-Kapelle) (autor: Tilman Riemenschneider)
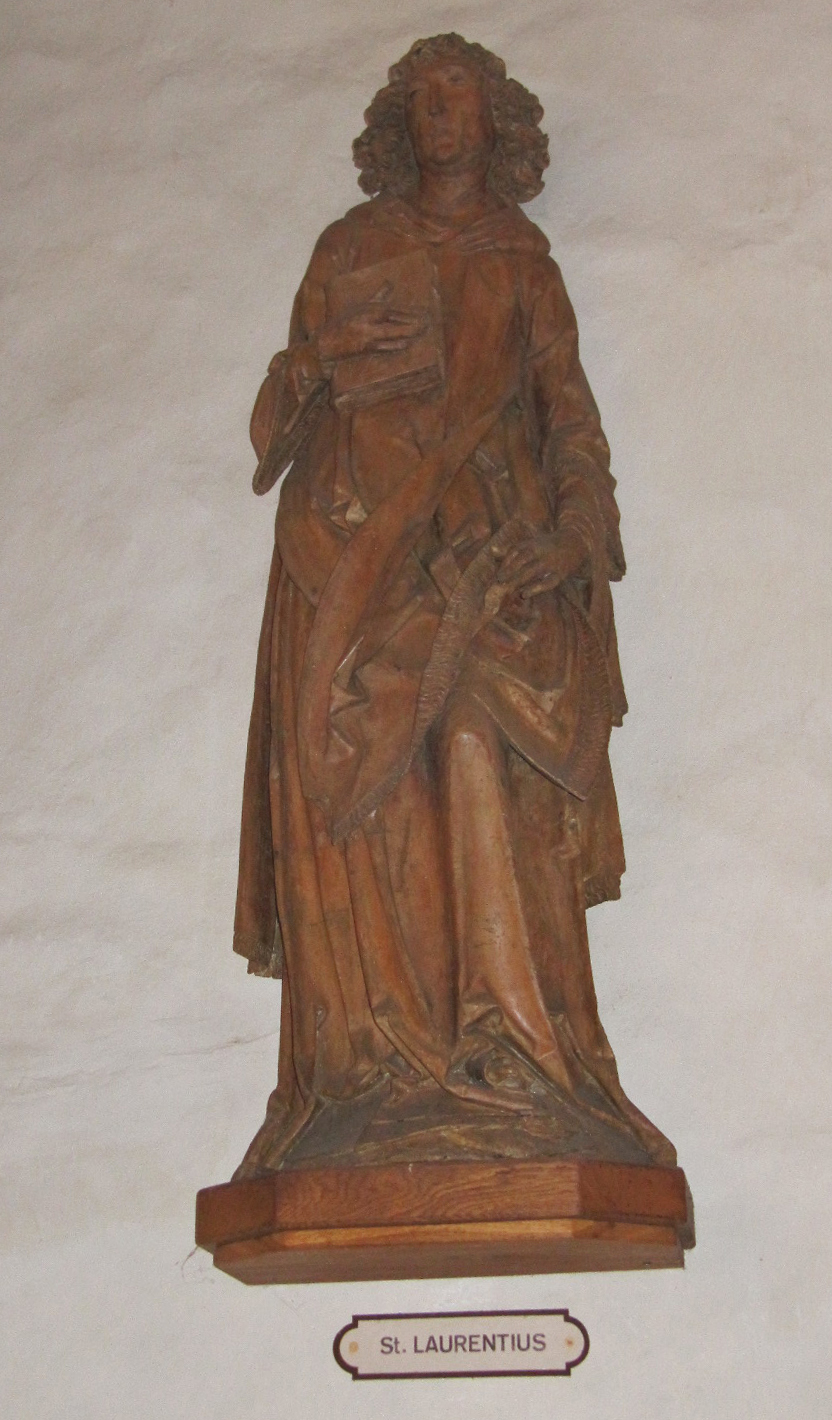
Statuia sculptată în lemn de tei a Sf.Laurenţiu din Capela Anton (St.-Antonius-Kapelle) (autor: Tilman Riemenschneider)

1. ↑  Alle politisch selbständigen Gemeinden mit ausgewählten Merkmalen am 31.12.2018 (4. Quartal) (în germană), Statistisches Bundesamt[*], arhivat din original la 10 martie 2019, accesat în 10 martie 2019